# لاکلن المر
لاکلن المر (انگلیسی: Lachlan Elmer؛ زادهٔ ۷ ژوئن ۱۹۶۹) ورزشکار هاکی روی چمن اهل استرالیا است.
وی در مسابقات کشوری و بین‌المللی در مجموع برندهٔ ۱ مدال نقره، ۱ مدال برنز شده‌است.